# 1995 HR
1995 HR är en asteroid i huvudbältet som upptäcktes den 27 april 1995 av de båda japanska astronomerna Seiji Ueda och Hiroshi Kaneda i Kushiro.
Asteroiden har en diameter på ungefär 8 kilometer.